# RMS Queen Elizabeth
RMS Queen Elizabeth là một tàu biển được điều hành bởi Cunard Line. Với RMS Queen Mary, nó đã cung cấp dịch vụ vận chuyển hàng xa xỉ hàng tuần giữa Southampton ở Vương quốc Anh và Thành phố New York ở Hoa Kỳ, thông qua Cherbourg ở Pháp.

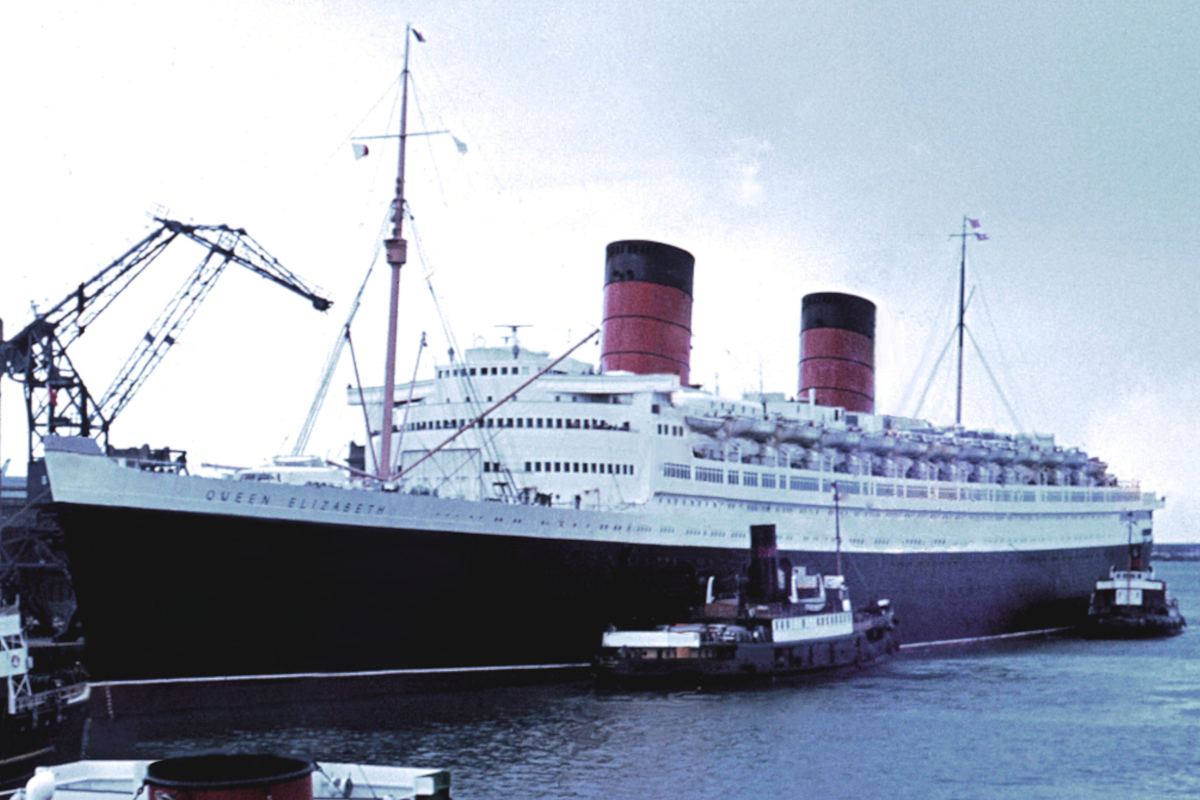
RMS Queen Elizabeth neo tại Cherbourg (Normandy, France) vào năm 1966.

Trong khi được xây dựng vào giữa những năm 1930 bởi John Brown and Company tại Clydebank, Scotland, công trình được gọi là Hull 552. [5] Ra mắt vào ngày 27 tháng 9 năm 1938, nó được đặt tên để vinh danh Queen Elizabeth, sau đó là Nữ hoàng Liên minh với Vua George VI, người trở thành Hoàng Thái Hậu của Liên hiệp Vương quốc Anh năm 1952.
Với thiết kế được cải tiến theo Queen Mary, Queen Elizabeth là một con tàu lớn hơn một chút, tàu chở khách lớn nhất từng được xây dựng tại thời điểm đó và trong 56 năm sau đó. Nó cũng có biệt tài là con tàu lớn nhất từng được tán thành bởi tổng trọng tải. Nó lần đầu tiên được đưa vào phục vụ vào tháng 2 năm 1940 với tư cách là một đoàn quân trong Chiến tranh thế giới thứ hai, và mãi đến tháng 10 năm 1946, nó mới phục vụ trong vai trò dự định là một tàu biển.
Với sự suy giảm mức độ phổ biến của tuyến đường xuyên Đại Tây Dương, cả hai tàu đã được thay thế bằng Queen Elizabeth 2 nhỏ hơn, kinh tế hơn vào năm 1969. Queen Mary đã nghỉ hưu từ ngày 9 tháng 12 năm 1967 và được bán cho thành phố Long Beach, California.
Queen Elizabeth đã bị bán cho một loạt người mua, hầu hết trong số họ có kế hoạch không thành công cho nó.
Cuối cùng, Nữ hoàng Elizabeth đã được bán cho doanh nhân Hong Kong Tung Chao Yung, người dự định chuyển đổi cô thành một tàu du lịch đại học nổi có tên là Đại học Seawise.
Năm 1972, khi nó đang trong quá trình tân trang ở cảng Hồng Kông, lửa đã bùng phát trên tàu trong tình huống không giải thích được, và con tàu bị lật úp bởi sức nặng của nước dùng để chữa cháy. Năm sau, xác tàu được coi là vật cản cho việc vận chuyển trong khu vực, và vào năm 1974 và 1975 đã bị phá hủy một phần nơi nó nằm. [6]